# Fame (2009)
Fame är en amerikansk ungdomsfilm/musikaldramafilm från 2009 i regi av Kevin Tancharoen, med manus skrivet av Allison Burnett. Det är en nyinspelning av originalfilmen med samma namn, som hade premiär år 1980. Filmen följer ett gäng elever vid High School of Performing Arts i New York, som under fyra års tid får specialiserad utbildning, som ofta leder till framgång inom underhållningsbranschen. I filmen medverkar också en hel del olika skådespelare, däribland Debbie Allen, som tidigare har spelat rollen som dansläraren Lydia Grant i originalfilmen från 1980. Hon spelar här rollen som Angela Simms, som arbetar som rektor på den tidigare nämnda skolan, där den nyare generationens Fameelever går.

## Rollista

### Elever
| Collins Pennie            | – Malik Washburn |
| Kay Panabaker             | – Jenny Garrison |
| Asher Book                | – Marco Ramonte  |
| Paul Iacono               | – Neil Baczynsky |
| Naturi Naughton           | – Denise Dupree  |
| Anna Maria Perez de Taglé | – Joy Moy        |
| Paul McGill               | – Kevin Barrett  |
| Kherington Payne          | – Alice Ellerton |
| Walter Perez              | – Victor Tavares |
| Kristy Flores             | – Rosie Martinez |

### Lärare och personal
| Debbie Allen      | – Ms. Angela Simms    |
| Charles S. Dutton | – Mr. James Dowd      |
| Bebe Neuwirth     | – Ms. Lynn Kraft      |
| Megan Mullally    | – Ms. Fran Rowan      |
| Kelsey Grammer    | – Mr. Martin Cranston |

### Andra karaktärer
| Cody Longo                    | – Andy Matthews         |
| Dale Godboldo                 | – Musikchef             |
| Michael Hyatt                 | – Mrs. Washburn         |
| James Read och Laura Johnson  | – Mr. och Mrs. Ellerton |
| Julius Tennon och April Grace | – Mr. och Mrs. Dupree   |
| Howard Gutman                 | – Mr. Baczynsky         |
| Ryan Surratt                  | – Eddie                 |
| Marcus Hopson                 | – Seniorrappare         |
| Johanna Braddy                | – Katie (okrediterad)   |